# San Marcos Xinicuesta
San Marcos Xinicuesta är en ort i Mexiko.   Den ligger i kommunen San Sebastián Tecomaxtlahuaca och delstaten Oaxaca, i den sydöstra delen av landet, 260 km söder om huvudstaden Mexico City. San Marcos Xinicuesta ligger 2 220 meter över havet och antalet invånare är 682.
Terrängen runt San Marcos Xinicuesta är kuperad åt nordost, men åt sydväst är den bergig. Runt San Marcos Xinicuesta är det ganska glesbefolkat, med 43 invånare per kvadratkilometer. Närmaste större samhälle är Santiago Juxtlahuaca, 12,2 km öster om San Marcos Xinicuesta. I omgivningarna runt San Marcos Xinicuesta växer huvudsakligen savannskog.